# John Henry Sturdy
Pour les articles homonymes, voir Sturdy.
John Henry Sturdy (27 janvier 1893-20 septembre 1966) est un enseignant et un homme politique provincial canadien de la Saskatchewan. Il représente la circonscription de Saskatoon City à titre de député du Co-operative Commonwealth Federation (CCF) de 1944 à 1960.

## Biographie
Né dans le Goderich en Ontario, il s'installe en Saskatchewan en 1912. Sturdy étudie ensuite à l'Université de la Saskatchewan et la l'École normale de Saskatoon. Après avoir brièvement enseigné, il sert dans le Corps expéditionnaire canadien en France durant la Première Guerre mondiale. Après la guerre, il s'occupe d'une ferme et devient directeur d'école à Fort Qu'Appelle. En 1934, il est candidat sans succès pour les Fermiers-travaillistes dans Qu'Appelle-Wolseley en 1934. L'année suivante, il est élu au conseil exécutif de la Saskatchewan Teacher' Federation. En 1940, il devient assisant directeur outremer des services éducatifs de la Légion royale canadienne.
Sturdy sert dans le cabinet provincial à titre de ministre de la Reconstruction et de la Réhabilitation, ministre du Bien-être social et ministre sans portefeuille. En 1956, il siège au comité sur les Affaires indiennes dans lequel il recommande de donner le droit de vote aux Première Nations de la Saskatchewan pour les élections provinciales, de pouvoir vivre hors des réserves et le droit d'acheter de l'alcool. Retiré de la politique, il s'installe à Victoria en Colombie-Britannique où il meurt à l'âge de 73 ans.